# Escala Z

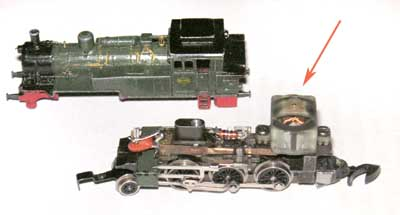
La fletxa apunta cap el motor elèctric, de la grandària d'un terròs de sucre, d'una locomotora d'escala Z. La locomotora sencera mesura només 50 mm de llargària.

L'escala Z (1.220) és una de les escales més petites de ferromodelisme disponibles comercialment, amb una via de 6,5 mm de trotxa. Els trens d'escala Z operen amb corrent continu de 0 a 10 volts i ofereixen les mateixes característiques d'ús i maneig que totes les altres escales amb sistema analògic, corrent continu i via de dos rails. Les locomotores d'escala Z poden ser equipades amb decodificadors basats en microprocessadors per tal de poder controlar els trens en forma digital. Hi ha disponibles fàcilment, trens, vies, estructures i figures humanes i animals en estils europeus, nord-americans i japonesos per part d'una gran varietat de fabricants.